# بيلي ليتل
بيلي ليتل (بالإنجليزية: Billy Little)‏ (23 ديسمبر 1941 في المملكة المتحدة - ) هو مدرب كرة قدم ولاعب كرة قدم بريطاني في مركز الهجوم. لعب مع نادي أبردين ونادي فالكيرك ونادي ستيرلينغشير الشرقية ونادي ستيرلينغ ألبيون وCaledonian F.C. ‏.